# Virgil Drăghia
Virgil Andrei Drăghia (n. 31 iulie 1990, București, România) este un fotbalist aflat sub contract cu FC Rapid București. A debutat la echipă în meciul de Europa League cu Legia Varșovia.

## Legături externe
- Virgil Drăghia la transfermarkt.ro